# Kościół Narodzenia św. Jana Chrzciciela w Lesznie
Kościół Narodzenia świętego Jana Chrzciciela – rzymskokatolicki kościół parafialny należący do parafii pod tym samym wezwaniem (dekanat błoński, archidiecezja warszawska).
Obecna świątynia w stylu neogotyckim została zbudowana w latach 1894−1898 według projektu architekta Konstantego Wojciechowskiego. Konsekrowana została w 1902 roku. Kościół przetrwał działania wojenne XX wieku bez uszkodzeń, dlatego we wnętrzu można zobaczyć neogotycki drewniany ołtarz z 1911 roku zaprojektowany przez Hugona Kudera. Do wyposażenia budowli należą obrazy z XVII i XVIII wieku Ukrzyżowanie i Święty Antoni oraz polichromie na sklepieniu wykonane na początku XX wieku przez Feliksa Koneckiego.